# 東急デハ80形電車

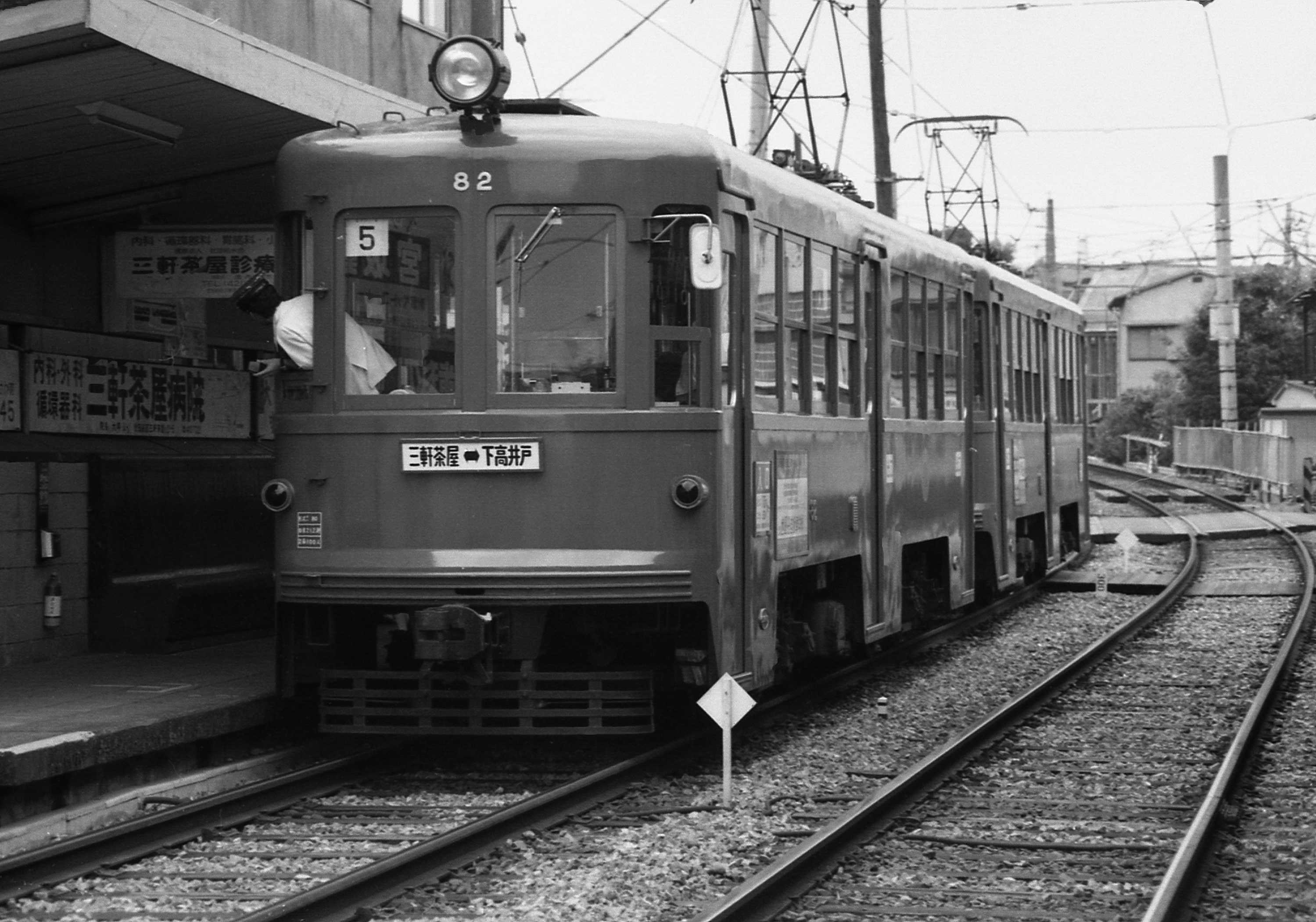
前照灯改造前の姿

デハ80形電車（デハ80がたでんしゃ）は、かつて東京急行電鉄の軌道線に在籍した車両。2001年（平成13年）に営業運転を終了した。

## 概要
1949年（昭和24年）から1953年（昭和28年）にかけて、日立製作所、東急横浜製作所、川崎車輛で28両が製造された。新規に製造されたのは1949年製（入籍は1950年）の6両（81 - 86号）のみで、85号は東急横浜製作所が初めて製造した新規製造車であった。
残りの22両（87 - 108号）は旧型車の鋼体化改造で登場しており、種車は88 - 102号がデハ1形、87号および103 - 108号がデハ20形である。88・89号の2両のみ屋根の形状が異なり、両側面上部の雨樋がやや低い位置に設けられていた。
前照灯は上部中央に1つのみ設置され、上部左右には三軒茶屋での二子玉川園・下高井戸両方面のポイント切替指示に使用していた紫の方向指示灯も装備されていた。制御器は電空単位スイッチ式間接非自動抵抗制御（総括制御）であり、駆動方式は吊り掛け駆動であったが、後年カルダン駆動に変更された。

## 歴史
玉川線（玉電）末期の合理化の一環として実施した“連結2人のり”化に伴い、81 - 84号の4両は1967年に連結面側の運転室が撤去され、中扉のステップ延長、扉幅縮小、ドアエンジン設置が施工された。ただし、車体形状の関係で貫通路は設置されなかった。85・86号の2両は1970年に同様の改造がなされたが、他編成が検査等で片方を欠いた際（当時、世田谷線車両は1両ごとに検査を受けていた）に代車として使えるよう、両運転台構造のまま残された。したがって、80形の両運転台+片運転台編成、また70形+80形や、150形+80形といった他形式との混結編成もしばしば見られた。
塗装は登場当初、濃い緑色とクリーム色のツートンカラーであったが、デハ200形登場時に淡緑とクリームの2色に変更された。廃止後しばらくはこの塗装であったが、順次東急グリーンに変更された。また、昭和20年代に赤一色に塗装された車両が3両存在した。
玉川線で主力として使用されたが、1969年（昭和44年）の同線の廃止により、87 - 103号および108号の18両が廃車された。残りの10両（81 - 86号および104 - 107号）は世田谷線で継続使用されることになり、番号整理のために104 - 107号の4両は2代目87 - 90号へと改番された。しかし、これら4両は連結2人のり化も塗色変更も実施されず、あまり使用されないまま1970年に江ノ島鎌倉観光（現・江ノ島電鉄）に譲渡され、同社600形となった。
残った6両（81 - 86号）は1978年から段階的に車体更新を受け、外板の全面張替え、窓・扉の交換、中扉の拡張、標識灯の撤去等が実施された。その後も運転台への椅子設置、電源装置のSIV（静止形インバータ）化、室内への扇風機取り付けなどが行なわれている。1989年には鉄道線初代3000系列の廃車発生品を流用して前照灯を前面下部に移動してシールドビーム2灯化、ジャンパ連結器の42芯化が実施された。
さらに1994年（平成6年）9月から定期検査に合わせて走行機器の更新工事が開始された（1996年内完了）。台車は東急車輛製造が新規に製造したTS332形（軸箱守（ペデスタル） + 軸ばね方式ボルスタ付（インダイレクトマウント）コイルばね台車）に交換し、主電動機は東洋電機製造製のTKM-94形（TDK8568-B・直流直巻式）に、さらに駆動装置は吊り掛け駆動方式からTD平行カルダン駆動方式（KD109/1-D-M形）に更新して高性能化した。
この台車は本来、阪堺電気軌道モ701形用の台車をベースとした660mm車輪を持つ低床台車であり、高床車体に合わせてスペーサーを挿入して使用した。改造に合わせてブレーキシリンダーは車体側から台車枠に取り付ける方式に変更、また主電動機は各台車に1台から運転台寄りは2台搭載の動力台車、連結面寄りを付随台車とした
。手ブレーキは撤去し、新たに保安ブレーキを新設した。保安装置として、停止信号の場合に警報発報機能と力行回路を遮断する車内警報装置が設置された。
木造ニス塗り壁、板張り床の車内は最後まで維持され、座席袖仕切りも木造のままであった。なお、冷房装置は最後まで搭載されなかった。
旅客サービス改善のため、1999年に登場した300系に台車等を供出して順次廃車となり、2001年1月27日の81Fの運用離脱をもって形式消滅した。81Fは営業運転終了時に写真のように塗装を玉電色（往年の色調とは異なる）に戻され、臨時運行等のイベントが実施された。

## 保存
- 91号は、玉川線廃止後に世田谷区に寄贈され、世田谷区立総合運動場内の野球場脇に静態保存されて物置として使われたが、1980年代頃に解体された。
- 104号→2代目87号（→江ノ電601号）は、1990年の江ノ電での営業運転終了後、世田谷区宮坂区民センター（世田谷線宮の坂駅前）に搬入され、同地で静態保存されている[6]。
  - 世田谷区は2017年12月15日から2018年6月29日まで、保存車両の劣化に伴う補修整備費用および車両を活かしたイベントの開催費用として活用するための寄附を募集した（目標額660万円）。集まった283件561万6000円の寄附金を活用して補修し、2018年8月下旬から再公開されている[7]。
- 105号→2代目88号（→江ノ電602号→651号）は、1990年の江ノ電での営業運転終了後、車体前頭部とパンタグラフのみが切り取られ、和菓子店「扇屋」（江ノ島駅 - 腰越駅間）の店頭に保存されている。
- 85号は、営業運転終了後に下北沢や宮の坂での保存計画があり、保存会も設立された。車両は東急車輛製造に陸送されたが、保存計画は何らかの事情により実現せずに解体された。ただし、前照灯やプレート類は切り取られて残されている[要出典]。

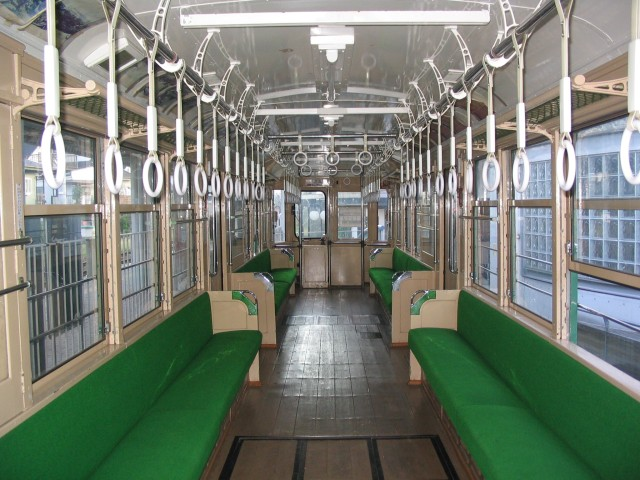
車内（江ノ電600形601保存車にて撮影）
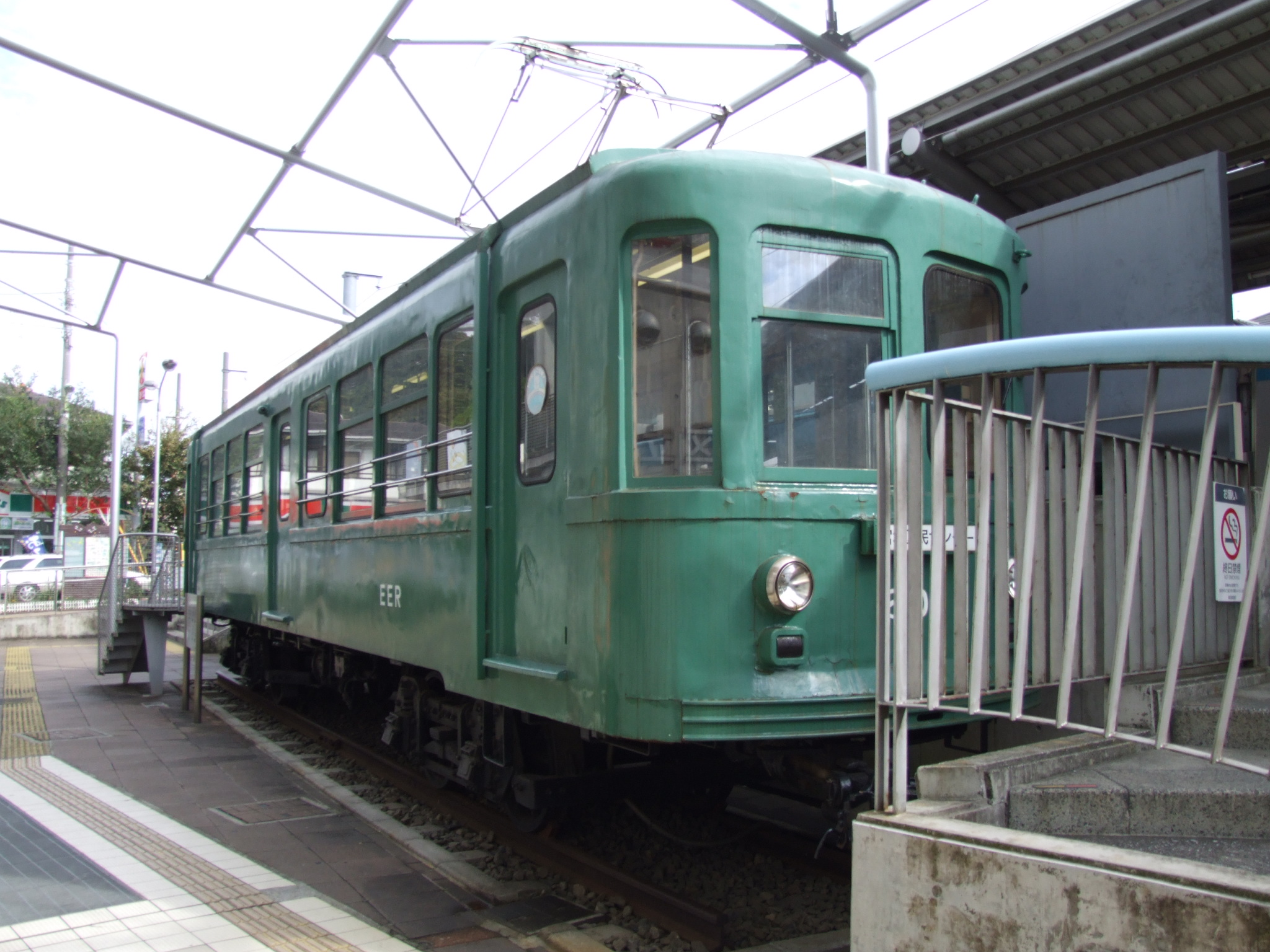
世田谷区宮坂区民センターにて保存されている600形601
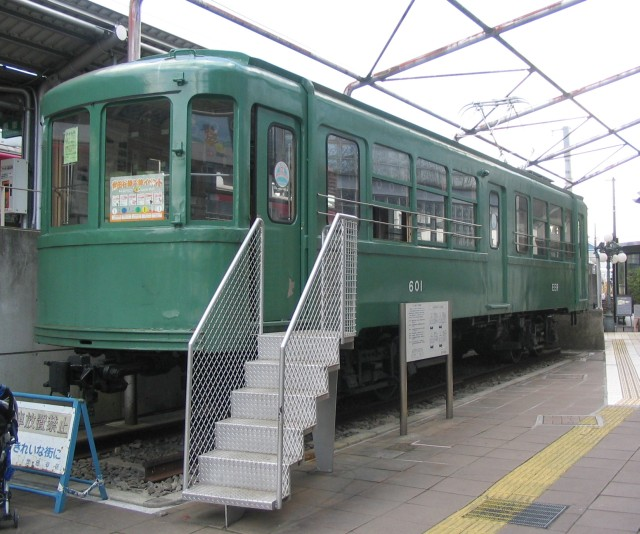
600形601